# Negro Project
Negro Project – projekt opracowany przez działaczkę na rzecz kontroli urodzeń Margaret Sanger i wdrożony przez Birth Control Federation of America (obecnie Planned Parenthood Federation of America), był inicjatywą mającą na celu zapewnienie czarnym kobietom i rodzinom z południa Stanów Zjednoczonych dostępu do kontroli urodzeń i innych form antykoncepcji. Podczas gdy pierwotny plan Projektu Negro obejmował dotarcie z edukacją do czarnych społeczności, jak również ustanowienie obsługiwanych przez czarnych zasobów klinicznych, projekt, który został wdrożony, odbiegał od tego pierwotnego projektu i ostatecznie zakończył się niepowodzeniem.
Projekt Negro trwał trzy lata od 1939 do 1942 roku. 